# Tråkärrsslätt (naturreservat)
Tråkärrsslätt är ett naturreservat i Göteborgs kommun och Mölndals kommun i Västra Götalands län.
Vid bildandet 2016 var reservatet 85 hektar stort och omfattade två separata områden belägna nordväst och öster om byn Tråkärrslätt.
2019 utökades reservatet med 40 hektar i det östra området och med ett nytt område på 3 hektar väster om byn. Reservatet består av barrskog, lövskog och barrskog med inslag av lövträd.